# Dinosperma longifolium
Dinosperma longifolium är en vinruteväxtart som beskrevs av Thomas Gordon Hartley. Dinosperma longifolium ingår i släktet Dinosperma och familjen vinruteväxter. Inga underarter finns listade i Catalogue of Life.